# Хачатрян Левон Аршавірович
Лево́н Аршавірович Хачатря́н (нар. 3 травня 1941, Єреван, Вірменська РСР, СРСР — пом. 17 грудня 2002, Москва, Росія) — вірменський художник, художник-мультиплікатор, автор мультфільмів: «Троє з Простоквашино», «Канікули в Простоквашино», «Бобік у гостях у Барбоса», «Пригоди Васі Куролесова» тощо.

## Біографія
Народився 3 травня 1941 року в Єревані (Вірменська РСР), в сім'ї ілюзіоніста Аршавіра Хачатряна (сценічне ім'я — Аршо). Почав малювати у ранньому дитинстві. У 1962 році закінчив із червоним дипломом Єреванське художнє училище. У 1967 році, всупереч волі батьків, поїхав до Москви вступати на художній факультет Всесоюзного державного інституту кінематографії (ВДІК).1968 року Левон Хачатрян познайомився зі своєю майбутньою дружиною, Ларисою М'ясниковою, 1970 року народилася донька Марія. У 1973 році, після закінчення ВДІКу, повернувся до Єревану і працював на студії «Вірменфільм». За три роки було знято чотири мультиплікаційні фільми, два з них — у співпраці з Робертом Саакянцем, одним з найкращих аніматорів Вірменії. Виступав також автором сценарію та режисером.
1975 року остаточно переїхав до сім'ї в Москву і почав працювати на кіностудії «Союзмультфільм». За сім років у світ вийшло вісім мультфільмів, серед яких «Бобік у гостях у Барбоса» та дві перші серії «Простоквашино». Знаменитий екранний образ листоноші Печкіна — єдиний, повністю створений Левоном Хачатряном (інші персонажі були більшою чи меншою мірою «підправлені» режисером).
Прообразом «оригінальної» мами дядька Федора (у першій серії трилогії) стала дружина художника Лариса. Паралельно займався книжковою та журнальною графікою, карикатурою. З 1983 року — вільний художник-графік. Багатьом запам'яталися малюнки Левона Хачатряна до казки Ено Рауда «І знову Муфта, Півчерівка та Хутряна Борода» у журналі «Піонер» (1980 рік) та ілюстрації до розповідей Солженіцина, Нагібіна, Распутіна та інших у журналі «Огонёк» епохи перебудови.
У 1990-ті роки перебивався невеликими замовленнями від маловідомих видань та ілюстраціями до нових книг Едуарда Успенського про Простоквашино. Нескінченні «песи та коти», за словами художника, давно йому набридли, але дозволяли виживати у скрутний час. Ілюстрації до книги Кіра Буличова «Принци у вежі», створені на особисте прохання письменника, стали однією з останніх робіт Левона Хачатряна.
Пішов із життя 17 грудня 2002 року. Чудові концептуальні роботи митця, які багато в чому випередили свій час, так і залишилися невідомими публіці: у радянську епоху подібна творчість не заохочувалась, а в 1990-х роках країні була не до сучасного мистецтва.

## Мультфільми
- 1973 — Непереможний. «Вірменфільм».
- 1974 — Як ведмежата кита годували. «Вірменфільм».
- 1974 — Шльопанці Абу-Гасана. «Вірменфільм».
- 1975 — Стрічка. «Вірменфільм».
- 1976 — Слухається справа про… Не дуже комічна опера. «Союзмультфільм».
- 1976 — Сембо. ТО «Екран».
- 1977 — Бобик у гостях у Барбоса. «Союзмультфільм».
- 1978 — Звичайне диво («Фітіль» № 196). «Союзмультфільм».
- 1978 — Троє з Простоквашино . «Союзмультфільм».
- 1979 — Чоловіки та жінки («Фітіль» № 205). «Союзмультфільм».
- 1979 — Чарівний ящик («Фітіль» № 211). «Союзмультфільм».
- 1980 — Канікули в Простоквашино. «Союзмультфільм».
- 1981 — Пригоди Васі Куролесова. «Союзмультфільм».
- 1981 — Телетренаж («Фитиль» № 226). «Союзмультфільм».
- 1982 — Бідокури. «Союзмультфільм».